# 帆風 (駆逐艦)
|          |                                                                                       |
| 艦歴     |                                                                                       |
| 計画     | 1918年度（八六艦隊案）                                                                |
| 起工     | 1920年11月30日                                                                        |
| 進水     | 1921年7月12日                                                                         |
| 竣工     | 1921年12月22日                                                                        |
| その後   | 1944年7月6日戦没                                                                      |
| 除籍     | 1944年9月10日                                                                         |
| 要目     |                                                                                       |
| 排水量   | 基準：1,215トン 公試：1,345トン                                                       |
| 全長     | 102.6メートル                                                                         |
| 全幅     | 8.92メートル                                                                          |
| 吃水     | 2.79メートル                                                                          |
| 機関     | ロ号艦本式缶4基 パーソンズ式タービン2基2軸 38,500馬力                                 |
| 速力     | 39ノット                                                                              |
| 航続距離 | 14ノットで3,600カイリ                                                                 |
| 燃料     | 重油：395トン                                                                         |
| 乗員     | 154名                                                                                 |
| 兵装     | 45口径12cm単装砲4門 6.5mm単装機銃2挺 53.3cm連装魚雷発射管3基 （魚雷8本） 一号機雷16個 |

帆風（ほかぜ）は、日本海軍の駆逐艦。峯風型の12番艦。艦名は船の帆にはらむ風を意味する。

## 艦歴
舞鶴海軍工廠で建造。一等駆逐艦に類別され、横須賀鎮守府籍に編入。
1922年（大正11年）12月、同型艦「羽風」、「秋風」、「太刀風」とともに第四駆逐隊を編成し、第一水雷戦隊に編入された。
1933年（昭和8年）3月3日に発生した昭和三陸地震のとき、「帆風」は第四駆逐隊の上記僚艦と青森県の大湊要港部にあり、ともに出航した。「帆風」は岩手県の久慈で救援にあたった。
太平洋戦争では南方で哨戒、海上護衛作戦に参加。
1943年（昭和18年）7月1日、「帆風」は船団護衛中にマカッサル海峡でアメリカ潜水艦「スレッシャー」の雷撃で損傷し、マカッサルで応急修理後10月18日までスラバヤで修理を行った。
1944年（昭和19年）7月6日、「帆風」はアメリカ潜水艦「パドル」の雷撃により、セレベス海サンギ島西岸沖にて沈没した。

## 歴代艦長
※『艦長たちの軍艦史』232-233頁による。階級は就任時のもの。

### 艤装員長
- （心得）高鍋三吉 少佐：1921年9月10日 - 11月1日[2]

### 艦長
- （心得）高鍋三吉 少佐：1921年11月1日[2] -
- 岩城茂身 中佐：1922年12月1日 - 1923年12月1日
- （心得）藤堂功 少佐：1923年12月1日 - 不詳
- 藤堂功 中佐：不詳 - 1925年12月1日[3]
- 小林徹理 少佐：1925年12月1日 - 1926年12月1日
- 福田良三 少佐：1926年12月1日 - 1927年4月1日[4]
- 小松輝久 中佐：1927年4月1日 - 1927年12月1日[5]
- 難波正 少佐：1927年12月1日 - 1928年12月10日[6]
- 後藤鉄五郎 少佐：1928年12月10日 - 1929年11月30日
- 古瀬倉蔵 中佐：1929年11月30日 - 1930年3月8日[7]
- 池田久雄 中佐：1930年3月8日[7] - 1930年11月15日[8]
- 木村昌福 少佐：1930年11月15日 - 1932年1月28日[9]
- （兼）新美和貴 少佐：1932年1月28日[9] - 1932年8月5日[10] ※1932年1月28日より予備艦
- （兼）庄司芳吉 少佐：1932年8月5日[10] - 11月15日[11]
- （兼）荘司喜一郎 少佐：1932年11月15日 - 1932年12月1日
- 河西虎三 少佐：1932年12月1日 - 1934年11月15日
- 横井稔 少佐：1934年11月15日 - 1935年10月31日
- 楢原省吾 少佐：1935年10月31日 - 1937年4月20日[12]
- 川島良雄 少佐：1937年4月20日 - 1938年8月1日[13]
- 宇垣環 少佐：1938年8月1日 - 1939年11月1日[14]
- （兼）大田春男 少佐：1939年11月1日[14] - 1939年11月15日[15]
- 志摩岑 少佐：1939年11月15日 - 1940年1月6日[16]
- 矢部幸 少佐：1940年1月6日[16] - 1940年10月15日[17] ※1940年2月3日より予備艦
- 神浦純也少佐：1940年10月15日 - 1941年8月20日[18]
- 馬越正博 少佐：1941年8月20日 -
- 田中知生 少佐：1942年4月10日 -
- 吉永源 少佐：1943年5月15日 -
- 染谷英一 大尉：1944年3月1日 - 7月6日戦死